# 포켓몬스터 (2023년 애니메이션)
《포켓몬스터》(일본어: ポケットモンスター 포켓토몬스타[*])는 애니메이션 《포켓몬스터》의 8번째 애니메이션이다. 일본에서 TV 도쿄를 통해 2023년 4월 14일부터 현재 방영 중이다. 대한민국에서는 〈리코와 로드의 모험〉 파트 1은 동년 8월 23일부터 9월 27일까지 투니버스, 파트 2는 12월 13일부터 2024년 1월 24일까지, 파트 3 〈테라파고스의 빛〉은 2024년 4월 24일부터 6월 26일까지 KBS 키즈, 파트 4 〈테라스탈 데뷔〉는 2024년 10월 15일부터 12월 24일까지, 2025년 4월 15일부터 파트 5 〈레쿠쟈 라이징〉은 재능TV에서 방영 중이다. 영어판 제목은 《포켓몬 호라이즌스》이다.
본 애니메이션의 특기사항으로 각 방영분기에 진행되는 주요 이야기에 맞춰 부제를 변경해 방영한다. 1화부터 25화까지는 〈리코와 로드의 모험〉, 26화부터 45화까지는 〈테라파고스의 빛〉, 46화부터 67화까지는 〈테라스탈 데뷔〉, 68화부터 89화까지는 〈레쿠쟈 라이징〉, 90화부터는 〈메가볼티지〉이다.

## 개요
《포켓몬스터 스칼렛·바이올렛》에 기반한 작품으로 시리즈 역사상 최초로 한지우가 아닌 다른 인물이 주인공인 애니메이션이다. 팔데아지방 출신의 소녀인 리코가 주인공으로, 그녀를 비롯한 다른 동료들이 신비한 포켓몬스터의 세계를 여행하고 수수께끼의 조직과 조우하는 등의 다양한 모험기를 그려냈다.
전작인 《포켓몬스터 W》를 담당한 OLM이 제작을 연임하며, 크리에이티브 디렉터는 덴 사오리와 토미야스 다이키가 공동으로 맡았으며 그 외 야지마 테츠오가 액션 디렉터, 사토 다이가 각본을 담당했다.

## 방송 기간
| 기수 | 화수      | 일본 방영일                        | 한국 방영일                        |
| ---- | --------- | ---------------------------------- | ---------------------------------- |
| 1    | 1~12화    | 2023년 4월 14일 ~ 6월 23일         | 2023년 8월 23일 ~ 9월 27일         |
| 1    | 13~25화   | 2023년 7월 14일 ~ 10월 20일        | 2023년 12월 13일 ~ 2024년 1월 24일 |
| 2    | 26~45화   | 2023년 10월 27일 ~ 2024년 3월 29일 | 2024년 4월 24일 ~ 6월 26일         |
| 3    | 46화~67화 | 2024년 4월 12일 ~ 9월 27일         | 2024년 10월 15일 ~ 12월 24일       |
| 4    | 68~89화   | 2024년 10월 11일 ~ 2025년 3월 22일 | 2025년 4월 15일 ~ 6월 24일         |
| 5    | 90화~     | 2025년 4월 11일 ~                  | 2025년 하반기 방영예정             |

## OST

### 오프닝
| 호 | 제목                                  | 방영시작화                                           | 종영화                                                 | 한국 적용                                | 비고                                                              |
| -- | ------------------------------------- | ---------------------------------------------------- | ------------------------------------------------------ | ---------------------------------------- | ----------------------------------------------------------------- |
| 1  | ドキメキダイアリー(두근두근 다이어리) | 포켓몬스터: 리코와 로드의 모험 제2화 2023년 4월 14일 | 포켓몬스터: 리코와 로드의 모험 제25화 2023년 10월 20일 | We Go 포켓몬스터: 리코와 로드의 모험     | 한국판 오프닝은 아이돌 그룹인 aespa가 처음이다.                   |
| 2  | ハロ(하로)                            | 포켓몬스터: 테라파고스의 빛 제26화 2023년 10월 27일  | 포켓몬스터: 테라파고스의 빛 제45화 2024년 3월 29일     | 나뿐이야 포켓몬스터: 테라파고스의 빛     | 베이블레이드 X의 한국판 오프닝을 사용한 바 있다.                  |
| 3  | Will                                  | 포켓몬스터: 테라스탈 데뷔 제46화 2024년 4월 12일     | 포켓몬스터: 테라스탈 데뷔 제67화 2024년 9월 27일       | Will 포켓몬스터: 테라스탈 데뷔           | 일본판과 한국판 오프닝은 아이돌 그룹인 IVE가 처음이다.            |
| 4  | Only One Story                        | 포켓몬스터: 레쿠쟈 라이징 제68화 2024년 10월 11일    | 포켓몬스터: 레쿠쟈 라이징 제89화 2025년 3월 21일       | Only One Story 포켓몬스터: 레쿠쟈 라이징 | 일본판 오프닝은 아이돌 그룹인 ZEROBASEONE이 IVE에 이어 두 번째다. |
| 5  | GET BACK                              | 포켓몬스터: 메가볼티지 제90화 2025년 4월 11일        |                                                        |                                          |                                                                   |

### 엔딩
| 호 | 제목                                                            | 방영시작화                                           | 종영화                                             | 한국 적용                                    | 비고 |
| -- | --------------------------------------------------------------- | ---------------------------------------------------- | -------------------------------------------------- | -------------------------------------------- | --- |
| 1  | RVR〜ライジングボルテッカーズラップ〜(RVR ~라이징 볼테커즈 랩~) | 포켓몬스터: 리코와 로드의 모험 제3화 2023년 4월 21일 | 포켓몬스터: 테라파고스의 빛 제45화 2024년 3월 29일 | 너와 함께라면 포켓몬스터: 리코와 로드의 모험 | 이 곡에서 시리즈의 연장선으로도 볼 수 있으며 리코, 로드 외에 랩을 하는 인물은 라이징 볼테커즈 인물들 중 한 명으로 매번 변경된다. 2번째 부제 테라파고스의 반짝임 제26화부터는 파트 2로 가사가 새롭게 바뀌었는데 파트 1과 다른 점으로, 2번째 랩 파트는 인물에 따라 가사가 다르게 나온다. |
| 2  | Let me battle                                                   | 포켓몬스터: 테라스탈 데뷔 제46화 2024년 4월 12일     | 포켓몬스터: 테라스탈 데뷔 제67화 2024년 9월 27일   | Make You Shine 포켓몬스터: 테라스탈 데뷔     | 한국판 엔딩은 아이돌 그룹인 NCT WISH가 처음이다. |
| 3  | ピッカーン！(피칸!)                                             | 포켓몬스터: 레쿠쟈 라이징 제68화 2024년 10월 11일    | 포켓몬스터: 레쿠쟈 라이징 제89화 2025년 3월 21일   | We Are the One 포켓몬스터: 레쿠쟈 라이징     | 일본판 엔딩은 마츠다 리나 & 모리타 히카루 (사쿠라자카46)가 처음이다. |
| 4  | Ready Go                                                        | 포켓몬스터: 메가볼티지 제90화 2025년 4월 11일        |                                                    |                                              | 일본판 엔딩은 아이돌 그룹인 ME:I가 처음이다. |

## 등장인물
- 리코
- 로드
- 나오하
- 뜨아거
- 프리드박사
- 캡틴 피카츄

## 방영
2022년 12월 16일, 포켓몬 컴퍼니는 《포켓몬스터 W》를 마지막으로 1997년 4월 1일에 시작한 한지우의 이야기를 마무리하며 2023년 4월 14일부터 일본에서 새 《포켓몬스터》 애니메이션이 방영한다고 발표했다. 2023년 3월 3일에 첫 예고편이 공개됐다.

## 제작진

### 일본판
- 원작 - 타지리 사토시
- 슈퍼바이저 - 이시하라 츠네카즈
- 크리에이티브 디렉터(1화~45화), 총감독(46화~) - 토미야스 다이키
- 감독 - 덴 사오리
- 시리즈 구성 - 사토 다이
- 애니메이션 코디네이터 - 사카모토 코타로
- 시나리오 코디네이터 - 마츠자와 쿠레하
- 캐릭터 디자인 - 야마자키 레이아
- 서브 캐릭터 디자인 - 이토 쿄코
- 액션 디렉터 - 야지마 테츠오(1화~45화)
- 미술 감독 - 무토 마사토시
- 색채 설계 - 타니모토 치에, 요시노 노리미치
- 촬영 감독 - 스즈키 히로미치
- 편집 - 노카와 히토시
- 음향 감독 - 미마 마사후미
- 음악 - 유닛츠
- 프로듀서 - 세키구치 아야카(TV 도쿄), 쿠도 유스케(1화~45화), 카지와라 츠요시(46화~), 네기시 토모야
- 라인 프로듀서 - 쿠메무라 마코토(1화~45화)
- 크리에이티브 프로듀서 - 카토 히로유키(46화~)
- 애니메이션 프로듀서 - 카토 히로유키(1화~45화), 쿠메무라 마코토(46화~)
- 애니메이션 제작 - OLM TEAM KATO(1화~45화), OLM TEAM KUMEMURA(46화~)
- 제작 - TV 도쿄, MEDIANET, ShoPro

### 한국판
- 타지리 사토시 - 원작
- OLM - 애니메이션 제작
- TV도쿄, 미디어넷, 쇼학관 - 제작
- 녹음, 믹싱 - 이학준
- 편집 - 이지혜
- 번역 - 이선희
- 연출 - 계인선
- 기획 - 투니버스, KBS 키즈, 재능TV
- 우리말 제작 - 포켓몬코리아
- 기획, 제작, 수입, 제공, 배공, 저작권 - 포켓몬코리아

## 참조

### 내용주
1. ↑  영어: Pokémon Horizons
2. ↑  일본판 원제 〈리코와 로이의 여행〉(일본어: リコとロイの旅立ち 리코토로이노타비다치[*])
3. ↑  일본판 원제 〈테라파고스의 반짝임〉(일본어: テラパゴスのかがやき 테라파고스노가카야키[*])
4. ↑  일본판 원제 〈테라스탈 데뷔〉(일본어: テラスタルデビュー 테라스타르데뷰[*])
5. ↑  일본판 원제 〈레쿠쟈 라이징〉(일본어: レックウザ ライジング 레쿠쟈 라이징구[*]
6. ↑  일본판 원제 〈메가볼티지〉(일본어: メガボルテージ 메가보르티지[*])